# Карпентер, Куинн
Куинн Карпентер (англ. Quinn Carpenter; род. 24 февраля 1996, Бетесда, Мэриленд, США) — американский фигурист, выступавший в танцах на льду. В паре с Лоррейн Макнамарой он — чемпион мира среди юниоров (2016), победитель юниорской серии Гран-при (2015), бронзовый призёр Гран-при Хельсинки (2018), медалист турниров серии «Челленджер» и двукратный чемпион США среди юниоров (2015, 2016).
Карпентер и Макнамара совместно выступали на протяжении пятнадцати лет (2005—2020). В апреле 2020 года Карпентер объявил о завершении соревновательной карьеры.

## Карьера

### Ранние годы
Куинн Карпентер родился 24 февраля 1996 года в Бетесде, штат Мэриленд. Встал на коньки в три года, в шесть — присоединился к Уитонской академии фигурного катания, где его наставниками стали супруги Елена Новак и Алексей Киляков. На начальном этапе в Академии, тренировался как одиночник для развития быстроты и мобильности. С первой партнёршей фигурист катался на протяжении одного сезона, после чего в 2005 году девятилетний Карпентер и шестилетняя Лоррейн Макнамара образовали новый танцевальный дуэт. В итоге они проведут пятнадцать совместных сезонов, став победителями и призёрами на многих международных турнирах.
Вне ледовой площадки он проходил курс домашнего обучения, впоследствии поступил в общественный колледж по специальности машиностроение. У него есть младшая сестра Фиби, которая была удочерена из Китая.

### Юниорский период
В сезоне 2011—2012 годов Карпентер и Макнамара завоевали бронзовые награды на чемпионате США в соревнованиях юниоров, оставив позади одногруппников Рэйчел и Майкла Парсонсов. Но на юниорский чемпионат мира в Минск отправились брат и сестра Парсонсы, поскольку Макнамара, согласно правилами Международного союза конькобежцев (ИСУ), была младше положенного возраста для участия в мировом первенстве.
На следующий сезон пара стала соответствовать возрастным критериям ИСУ и дебютировала в юниорской серии Гран-при. Национальный чемпионат, как и год назад, завершили на третьей строчке. После чего отправились на юниорское первенство мира в Милан, финишировав на девятом месте.

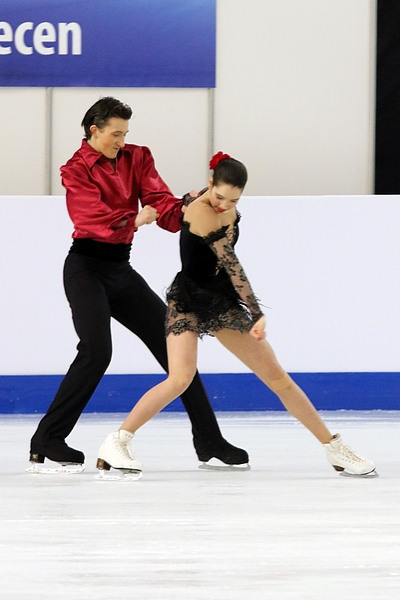
Карпентер и Макнамара стали чемпионами мира среди юниоров 2016 года

В рамках юниорского Гран-при сезона 2013/2014 фигуристы завоевали первые медали на международном уровне. С этапов в Латвии и Белоруссии они привезли серебро и золото, соответственно. Эти результаты позволили им выступить в финале серии, где показали третий итоговый результат. После двух подряд бронзовых медалей на чемпионатах США, дуэт завоевал серебро и получил путёвку на чемпионат мира среди юниоров в Болгарию. Там после первого дня состязаний Куинн и Лоррейн занимали третье место, но в произвольном танце уступили прямым конкурентам из Канады и лишились места на подиуме, уступив им 1,12 балла.
На старте нового сезона пара представила постановки на этапах юниорского Гран-при, завершив их на пьедестале, но для квалификации в финал серии этого не хватило, Карпентер и Макнамара стали вторыми запасными. При этом, на этапе в Германии, судьи впервые оценили их дорожку шагов на максимальный четвёртый уровень. В январе 2015 года одержали победу на чемпионате США и международном Кубке Торуни, оба раза опередив Парсонсов, которые также занимались в группе Алексея Килякова и Елены Новак. Далее последовало выступление на чемпионате мира, где в каждом из сегментов заняли третье место, но из-за ошибок соперников завершили турнир с серебром.
В соревновательном сезоне 2015—2016 Куинн и Лоррейн выиграли все турниры в которых принимали участие: этапы и финал Гран-при, чемпионаты США и мира. Начали сезон 2 сентября 2015 года на этапе юниорского Гран-при в Колорадо-Спрингс. Они уверенно выиграли «домашний» этап, отрыв от серебряных призёров составил двадцать шесть баллов. Спустя неделю, второй раз за календарный год посетили польский город Торунь, и сумели выиграть второй для себя этап Гран-при, благодаря чему завоевали право выступить в финале серии. На финальном турнире Карпентер и Макнамара набрали наивысшие баллы в коротком и произвольном танце. Во второй половине сезона стали чемпионами США и были выбраны для участия на мировом чемпионате в Венгрии. В Дебрецене впервые в сезоне по итогам короткого танца оказались на второй позиции. Во второй день турнира, уверенно исполнив программу на музыку из оперы «Кармен» Жоржа Бизе, они поднялись на первое место в итогом протоколе, опередив партнёров по сборной США менее чем на один балл.
Заключительный сезон на юниорском уровне пара начала с двух побед на этапах Гран-при. В декабре 2016 года на Финале Карпентер и Макнамара в судейском протоколе расположились на третьей строчке. Спустя месяц на национальном чемпионате также финишировали с бронзой. На последнем чемпионате мира среди юниоров у пары возникли проблемы при исполнении параллельной дорожки шагов, а также Карпентером была допущена ошибка на твизлах. Из-за этого не смогли навязать борьбу за медали и финишировали седьмыми.

### На взрослом уровне
При переходе на взрослый уровень американская танцевальная пара дебютировала на турнирах серии «Челленджер», на одном из которых — Кубок Варшавы — завоевали серебряные награды. Также в первый год соревнований среди взрослых Куинн и Лоррейн выходили на лёд в рамках Гран-при. Чемпионат США завершили на шестом месте, и были выбраны американской ассоциацией фигурного катания в состав на чемпионат четырёх континентов, поскольку лидеры сборной готовились к Олимпийским играм и по этой причине пропускали континентальное первенство. На турнире в Тайбэе Карпентер и Макнамара продемонстрировали публике два уверенных и чистых проката, завершив первый в карьере чемпионат четырёх континентов рядом с пьедесталом.
Первым состязанием в сезоне 2018–2019 стал международный турнир в Лейк-Плэсиде, который пара выиграла второй раз подряд. Далее последовало выступление на Мемориале Ондрея Непелы, по итогам которого завоевали серебро. Повторили этот результат на Alpen Trophy, входящего в серию Челленджер. В октябре и ноябре 2018 года соревновались на этапах Гран-при в США и Финляндии. Домашний этап завершили четвёртыми, а в Хельсинки выиграли первую медаль в рамках турниров Гран-при. В первый день состязаний на льду Ледового дворца представили ритм-танец, после которого заняли третью строчку. В произвольном танце находились дольше необходимого времени в поддержках, из-за чего лишились двух баллов и показали четвёртый результат за сегмент. Однако, по сумме за два проката сумели сохранить место на пьедестале и завоевали бронзовые награды. Завершили сезон на чемпионате страны, где стали оловянными медалистами, уступив прямым конкурентам Кейтлин Гавайек и Жан-Люку Бейкеру, вследствие чего не были выбраны для участия на чемпионат четырёх континентов и мира.
В период межсезонья Куинн и Лоррейн снова стартовали на турнире в Лейк-Плэсиде. В ритм-танце они получили наивысшую оценку, но не смогли удержать лидерство, опустившись на третье итоговое место, пропустив вперёд испанцев Смарт и Диаса, а также соотечественников Кристину Каррейру и Энтони Пономаренко. После выступления на Мемориале Непелы 2019 Куинн перенёс операцию по восстановлению сухожилий и нерва, вследствие травмы запястья полученной на тренировке. Как и в прошлом сезоне, фигуристы были заявлены на два этапа Гран-при, но по причине реабилитации пропустили Internationaux de France. На второй этап, проходивший в Японии пара приехала и заняла там последнюю девятую позицию. Ежегодный чемпионат США окончился для них на шестом месте. В первом сегменте заслужили от судейской панели положительные надбавки GOE на всех элементах. Произвольный танец закончили с тремя баллами штрафа, полученные за передержанную поддержку и совместное падение на выходе из комбинированного вращения. Как оказалось, этот чемпионат был не только завершающим соревнованием в сезоне, но и во всей карьере. В апреле 2020 года Куинн Карпентер объявил об уходе из спорта. Его партнёрша Лоррейн Макнамара продолжила выступления в танцах на льду.
После завершения соревновательной карьеры, Карпентер в качестве помощника тренера, присоединился к Академии фигурного катания в Мэриленде.

## Программы
| Сезон   | Короткий танец                                                                               | Произвольный танец                                                                       |
| ------- | -------------------------------------------------------------------------------------------- | ---------------------------------------------------------------------------------------- |

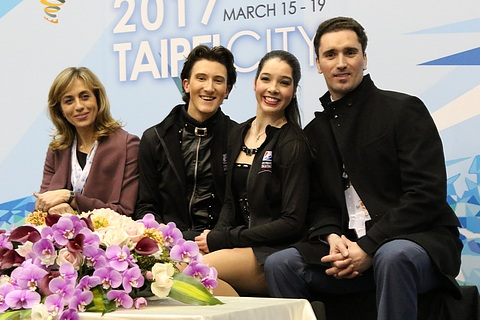
Куинн и Лоррейн с наставниками
Еленой Новак и Алексеем Киляковым

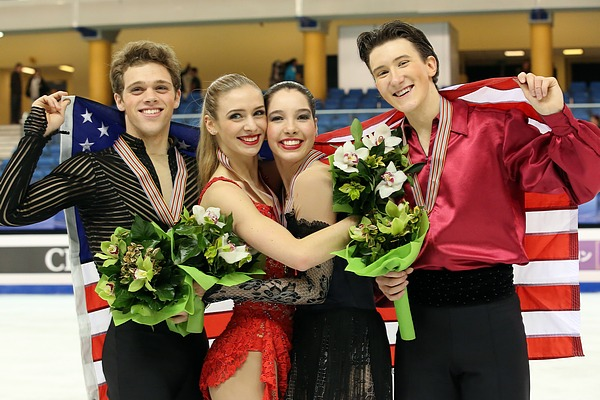
Макнамара/Карпентер и Парсонс/Парсонс стали сильнейшими танцевальными дуэтами на юниорском чемпионате мира в 2016 году

| 2019–20 | - «Maybe This Time» - «It Was a Good Time» Лайза Миннелли                                    | - «Rescue» Лорен Дейгл - «Water Under the Bridge» Адель                                  |
| 2018–19 | - «Desde el Alma» - «Quejumbroso» The Orchestra Color Tango                                  | - «Porz Goret» Ян Тирсен                                                                 |
| 2017–18 | - Попурри латиноамериканских песен                                                           | - «Anima Contro Vento» Medialuna Tango Project                                           |
| 2016–17 | - «Vanguardian» Steed Lord - «The Power» District 78 и Cheesa - «Gaia» Клод и Жан-Марк Шалль | - «Thunderstruck» - «Nothing Else Matters» - «Rock Prelude» в исполнении Дэвида Гарретта |
| 2015–16 | - «В пещере горного короля» - «Танец Анитры» (из сюиты «Пер Гюнт») Эдвард Григ               | - «Кармен» Жорж Бизе                                                                     |
| 2014–15 | - «Heart of Africa» Nature Lounge Club                                                       | - «Призрак Оперы» - «Музыка ночи» Эндрю Ллойд Уэббер                                     |
| 2013–14 | - «Бублички» - «Чирибим-чирибом» Сёстры Бэрри                                                | - «Discombobulate» Ханс Циммер - «The Godfather Waltz» Нино Рота                         |
| 2012–13 | - «Ramalama Bang Bang» Рошин Мёрфи - «Zombie Blues» Flipron                                  | - «Ромео и Джульетта» Жерар Пресгурвик                                                   |
| 2011–12 | - «Kaboom (Hello Baby)» Ursula 1000                                                          | - «Времена года» аранжировка в стиле техно                                               |
| 2010–11 | - Вальс и танго                                                                              | - «Smile» Чарли Чаплин                                                                   |
| 2009–10 |                                                                                              | - «Болеро» Морис Равель                                                                  |
| 2008–09 |                                                                                              | - Кукольная программа                                                                    |
| 2007–08 |                                                                                              | - «Nobody Does It Better» Карли Саймон - «Soul Bossa Nova» Куинси Джонс                  |
| 2006–07 |                                                                                              | - «Семейка Аддамс» Дюк Эллингтон                                                         |

## Результаты
| Соревнования                          | 10/11                       | 11/12                       | 12/13                       | 13/14                       | 14/15                       | 15/16                       | 16/17                       |
| Международные среди юниоров           | Международные среди юниоров | Международные среди юниоров | Международные среди юниоров | Международные среди юниоров | Международные среди юниоров | Международные среди юниоров | Международные среди юниоров |
| ------------------------------------- | --------------------------- | --------------------------- | --------------------------- | --------------------------- | --------------------------- | --------------------------- | --------------------------- |
| Чемпионаты мира среди юниоров         |                             |                             | 9                           | 4                           | 2                           | 1                           | 7                           |
| Финалы юниорского Гран-при            |                             |                             |                             | 3                           |                             | 1                           | 3                           |
| Этапы юниорского Гран-при: Словения   |                             |                             |                             |                             |                             |                             | 1                           |
| Этапы юниорского Гран-при: Польша     |                             |                             |                             |                             |                             | 1                           |                             |
| Этапы юниорского Гран-при: США        |                             |                             |                             |                             |                             | 1                           |                             |
| Этапы юниорского Гран-при: Германия   |                             |                             |                             |                             | 2                           |                             |                             |
| Этапы юниорского Гран-при: Чехия      |                             |                             |                             |                             | 3                           |                             | 1                           |
| Этапы юниорского Гран-при: Белоруссия |                             |                             |                             | 1                           |                             |                             |                             |
| Этапы юниорского Гран-при: Латвия     |                             |                             |                             | 2                           |                             |                             |                             |
| Этапы юниорского Гран-при: Турция     |                             |                             | 4                           |                             |                             |                             |                             |
| Этапы юниорского Гран-при: Франция    |                             |                             | 6                           |                             |                             |                             |                             |
| Torun Cup                             |                             |                             |                             |                             | 1                           |                             |                             |
| Национальные среди юниоров            |                             |                             |                             |                             |                             |                             |                             |
| Чемпионаты США                        | 9                           | 3                           | 3                           | 2                           | 1                           | 1                           | 3                           |

| Соревнования                        | 17/18         | 18/19         | 19/20         |
| Международные                       | Международные | Международные | Международные |
| ----------------------------------- | ------------- | ------------- | ------------- |
| Чемпионаты четырёх континентов      | 4             |               |               |
| Этапы Гран-при: NHK Trophy          |               |               | 9             |
| Этапы Гран-при: Финляндия           |               | 3             |               |
| Этапы Гран-при: Skate America       |               | 4             |               |
| Этапы Гран-при: Cup of China        | 5             |               |               |
| Челленджер. Золотой конёк Загреба   |               |               | 4             |
| Челленджер. Мемориал Непелы         |               | 2             | 3             |
| Челленджер. Alpen Trophy            |               | 2             |               |
| Челленджер. Warsaw Cup              | 2             |               |               |
| Челленджер. Autumn Classic          | 5             |               |               |
| Челленджер. Finlandia Trophy        | 8             |               |               |
| Lake Placid Ice Dance International | 1             | 1             | 3             |
| Национальные                        |               |               |               |
| Чемпионаты США                      | 6             | 4             | 6             |